# Відкритий очисний простір
Відкритий очисний простір (рос.открытое очистное пространство, англ. face working space, нім. offen (stehender) Abbauraum m) – очисний простір, який в процесі виймання корисної копалини підтримується ціликами, залишаючись у проміжку між ними відкритим, тобто незаповненим відбитою корисною копалиною або закладкою та незакріпленим. 
По закінченні очисного виймання вироблений простір надалі залишається відкритим або заповнюється закладним матеріалом або обваленими вмісними породами.